# Conor Hazard
Conor William Hazard (ur. 5 marca 1998 w Downpatrick) – północnoirlandzki piłkarz występujący na pozycji bramkarza w szkockim klubie Celtic oraz w reprezentacji Irlandii Północnej. Wychowanek Cliftonville, w trakcie swojej kariery grał także w takich zespołach, jak Falkirk, Partick Thistle oraz Dundee.